# ル・トロンシェ (イル＝エ＝ヴィレーヌ県)
ル・トロンシェ （Le Tronchet）は、フランス、ブルターニュ地域圏、イル＝エ＝ヴィレーヌ県のコミューン。

## 地理
サン＝マロから25km離れている。

## 由来
地名は1140年にEcclesia de Trunchet、1177年にはecclesia de Tronchetoと記されたことが証明されている。
ル・トロンシェは、『小さな森』を意味するPetit Troncから派生した。

## 歴史
ル・トロンシェは、歴史的に大修道院を中心に構築されてきた。11世紀終わりから、森の中には祈りの場所があり、他所へ移動中の宗教者によって、患っていたハンセン病が奇跡的に治癒したというゴーティエが暮らしていた。この地で宗教的な共同体が形成されていった。1140年に教会が、1150年には小修道院が設立された。ル・トロンシェの地は、コンブール小修道院との依存関係から、ドル＝ド＝ブルターニュのセネシャルであるアランにより、トゥールのマルムティエ大修道院に与えられた。この建物は、1170年にサン・ブノワ修道会の修道士たちによって大修道院として建てられた。初代院長はラウルである。
1278年、イングランド王エドワード1世が、ル・トロンシェ大修道院に対し市を開く権利を与えた。高度な領主裁判権の証である、レ・フルシュ・パティビュレール（fr、2本以上の石柱に木製の横木をかけ、絞首刑台として使われた）が、修道院の周りで発展したル・トロンシェの村に置かれた。
1478年、ル・トロンシェ大修道院長フランソワ・ド・ボーシェヌは、指輪やミトラ、その他典礼用装飾品を着用する権利を得た。その後大修道院は危機に陥り、18世紀にサン・モール修道会によって改革され、近くの丘の上に再建された。ル・トロンシェ住民は、実際に、修道院再建のためドル＝ド＝ブルターニュ司教とともに結集している。
アンシャン・レジーム時代、ル・トロンシェの礼拝堂はプレルゲール教区（ドル司教区）に依存しノートルダムの名のもとにあった。
ル・トロンシェの村は、フランス革命時代にプレルゲールのコミューンに併合されたが、1826年4月16日に教区となった。1世紀にわたる法的闘争の後、1953年6月5日、ル・トロンシェはコミューンとなった。したがって、人里離れた場所に祈りの場が建設されてから800年後、1679年に再建された修道院の名が、新しいコミューン、ル・トロンシェの名となった。
かつての修道院は現在、レストラン付きホテルとなっている。

## 人口統計
2016年時点のコミューンの人口は1154人で、2011年当時の人口より6.36%増加した
| 1962年 | 1968年 | 1975年 | 1982年 | 1990年 | 1999年 | 2006年 | 2016年 |
| ------ | ------ | ------ | ------ | ------ | ------ | ------ | ------ |
| 885    | 840    | 904    | 825    | 818    | 845    | 960    | 1154   |

参照元:1962年から1999年までは複数コミューンに住所登録をする者の重複分を除いたもの。それ以降は当該コミューンの人口統計によるもの。1999年までEHESS/Cassini、2006年以降INSEE

## ゆかりの人物
- ルーアン大司教シャルル - 1556年から1558年までル・トロンシェ大修道院長